# Streblocera amplissima
Streblocera amplissima är en stekelart som beskrevs av Chou 1990. Streblocera amplissima ingår i släktet Streblocera och familjen bracksteklar. Inga underarter finns listade i Catalogue of Life.